# 惑星封鎖命令!
『惑星封鎖命令!』（わくせいふうさめいれい! 原題：S.O.S. From Three Worlds）は、アメリカ合衆国の作家マレイ・ラインスターが書いたSF中編集である。早川書房から刊行された「メド・シップ」シリーズは全3冊あり、そのうちの2冊目である。

## 収録されている中編
作品中に登場する「医療船」「宇宙生物トーマル」「ランディング・グリッド」については、詳しく説明されていない中編もあるので、「メド・シップ」シリーズの1冊目『祖父たちの戦争』を参照のこと。

### 第一部 惑星クライダー2に疫病発生!（Plague On Kryder Ⅱ）
超光速で航行していた医療船「エスクリプス20」は、通常空間に出た。スクリーンに映る眺めを見てカルフーンは絶句した。三週間前に出発した星間医療局の宇宙港が映っている。外部センサーでも、気圧や気温は地上と同じだ。出発点に戻ってしまったのか。だが通常空間に出るときの、めまいと吐き気はいつもと変わらなかった。何かがおかしい。エアロックの外部ドアを一度開閉し、次に内部ドアを開くと空気が吸い込まれる。外部は真空に違いなく、画像や外部センサーのデータは偽物だ。エスクリプス20に呼びかけながら接近する宇宙船があり、カルフーンは船内に隠れた。やがて二人の男が乗りこんできて、偽データの装置を取り外した。医療船の機能を確認して一人だけが残り、惑星「クライダー2」に向けて航行を開始する。隠れていたカルフーンが飛び出して、その男を縛り上げた。男の身分証明書は、医療局員のものだ。クライダー2からの報告にあった病気と同じようなものが、他の惑星でも発生したことがあり、その時は病気にかからないはずのトーマルが死亡し、医療船が爆発で失われていた。この医療局員はそのときの乗組員なのか…。カルフーンはこの男を、無人惑星クライダー3に降ろそうとしたが、小競り合いになり殺してしまう。
クライダー2に接近したカルフーンは、グリッド管制官と連絡をとった。医療船の到着を喜ぶ管制官。患者の症状は、次々に別の病気にかかりやがて死を迎えるという。医者の分析でもありふれた病原菌だけで、新種のものは検出されていない。資料にあった他の惑星での病気の場合と同じだ、とカルフーンは思った。ドクター・ケロという医者は、スクリーンに映るカルフーンを見て驚き、管制官を殴り倒してグリッドのコントロールを奪った。力場でエスクリプス20を、地表に引きずり落そうとするケロ。カルフーンは非常用ロケットを使い、力場から逃れて人里離れたところにエスクリプス20を着陸させた。医療船が失われたときの経過を報告したのはドクター・ケロという人物であり、最初にエスクリプス20に乗り込んできた二人の男もケロという名前を口にしていた。トーマルを殺した病気の原因は、病原体ではないかもしれない。
カルフーンは4マイルほど離れた無人の町へ行き、食料品店から様々な食品を持ち帰った。また沼地からは微生物を採取した。食品の水溶液に微生物を入れると、ほとんどは異常無かったのだが、コーヒーの場合だけ死滅した。コーヒーを食べたマーガトロイドも、病気の症状を示す。どんな病原体にも抗体を産生できる動物なのに。原因は故意に食品に入れられた、抗体を作る能力を抑える毒素だと判明した。ドクター・ケロとその一味は、クライダー2のあちこちの食品工場で、この毒素を入れていたのだ。そして汚染された食品の代替品を買うと見せかけて、代金を盗んでいた。爆発した医療船にも、たんまり現金が積まれていた。カルフーンはエスクリプス20を惑星の周回軌道に乗せて、毒素を中和する物質の化学式を厚生省に伝え、ケロを逃がさないようにと警告した。やがてあちこちの病院からは、患者が回復しつつあるとの知らせが届く。だがドクター・ケロたちは一隻の宇宙船を奪うと、非常用ロケットで離陸しエスクリプス20に向かってきた。カルフーンは、相手の宇宙船を十分引きつけておいてから、急に方向転換して非常用ロケットを噴射した。ケロの宇宙船は切断され、地表へ落下していった。
いま、エスクリプス20は医療局本部への航路を急いでいた。伝染病で死んだ記録がない宇宙生物トーマルのマーガトロイドが、病気の症状を示した原因を探るために…。

### 第二部 空に浮かぶリボン（Ribbon In The Sky）
惑星「メリダ2」に向かっていた医療船「エスクリプス20」は、超光速航行を終えた。ところが目的地の恒星系の姿がなかった。周囲の恒星スペクトルを観測しても、メリダの太陽は見つからない。位置データを入力した誰かが、間違って入れたらしく、医療船は迷子になってしまった。比較的近いところにソル型恒星があり、その惑星の一つはナトリウムのリボンをまとっている。人工的に造られたものなので、コロニーがあるかもしれない。カルフーンが地上を呼び出してみると、グリッド管制官からの応答があった。だが、船がどこから来たのかを気にしている。着陸すると、医療局員であることを証明するために、病気の牛を治療しろと言われた。この場所は「シティ1」で、牛は伝染病を蔓延させるため「シティ2」から持ち込まれたものだという。この惑星には孤立した3つのシティがあり、それぞれに風土病が存在しているために、人や物の往来はしていないという。そしてシティに他所者が入らないよう、常に監視しあっている惑星だった。
その夜、シティ2から来たという数人の男が、医療船を密かに訪れてきた。理由を聞けば、病気を治療して欲しいという。シティ2の外周を監視していた女が、シティ3の外周警備の男と映像通信をしてお互いに好意をいだき、その男がシティ2に入りこんできたので、シティ3から持ち込まれた風土病を抑えてくれと頼む。しかたなくカルフーンは、迎えの大型ソリに乗ってシティ2に向かった。だが2人の男女は、駆け落ちしてシティ2を出て行ったあとだった。医療船に送り帰そうとするのを断って、女の父親であるハントとカルフーンはソリで2人の足跡を追った。カルフーンには、病気の原因がおぼろげに分かってきた。この惑星にはかつて鉱山があり、それなりの人口を抱えていた。空に浮かぶリボンは、寒冷な惑星に太陽光線を反射させ、赤道付近を温暖にするために人工的に造られたものだ。やがて鉱山が衰退し、ほとんどの人間は他の惑星に移住したのだが、一部の人々はここに残り3つのシティに住み着いた。長いあいだ孤立していたそれぞれのシティは、お互いに固有の病気を持っていると信じきってしまっていた。だが病気は、患者が死亡することによって病原体もなくなるので、今は根絶されているはずだ。残されていたのは精神の病、孤立症候群だけと思われた。
カルフーンとハントは、逃避行をしていた男女2人を見つけて、赤道に近いホットランドに腰を落ち着けた。ここには、食用となる地球原産の果物や魚も豊富にある。男女2人に病気の兆候はなく、カルフーンはすでに各シティの風土病は根絶されていることを説明した。納得したハントたちの力を借りて、精神病である孤立症候群も撲滅させる計画を立てた。シティ2にダミーの医薬品を準備しておき、シティ1とシティ3にはウサギやリスを忍び込ませる。そのあとで、シティ2から逃げ出した動物たちから病気が発生するぞと嘘の呼びかけをし、薬品はシティ2にあると伝える。恐怖にかられたシティ1と3の住民が、シティ2にダミー薬をもらいに行けば、何の病気も発症していないことに気付くという計画だ。ランディング・グリッドを操作するシティ1の協力は得られそうにないので、準備を整えたカルフーンは非常用ロケットでこの惑星を離陸した。ハントからこの惑星の名前を聞いて、その位置データも分かっている。仕事をやり終えたカルフーンは、医療局本部へエスクリプス20の針路を向けるのだった。

### 第三部 惑星封鎖命令!（Quarantine World）
惑星「ランク」へ、何事もなく到着した医療船「エスクリプス20」。ここでは真心のこもった歓迎を受けたが、政府が提出するデータは公衆衛生の面でも病気の死亡率でも異常なものはなく、完璧に近いものだった。ランクには伝染病はほとんどなく、万一これが発生したならば惑星が隔離され、工業製品が輸出できなくなることを恐れているようだ。そんな中で、厚生省の会合に参加していたカルフーンの耳に、ブラスターを撃つ音が聞こえた。強盗が逃げるときに、ここの建物から墜死したらしい。会合の参加者には多くの医者がいたのだが、誰もその死体の検死をしたがらない。やむを得ずカルフーンが検死しようとすると厚生大臣に止められた。何とか検死すると、顔にケガの瘢痕があり虫歯もあった。この惑星での近代的治療を受けていないようだ。医療船に戻ったカルフーンは、死体の衣類の切れ端を分析して天然繊維が使われていることに驚く。ランクではすべてが合成繊維なので、あの死体はこの惑星の住民ではないと思われた。また切れ端に付着していた血液を培養すると、球状の変種細菌が活発に運動しどんどん増殖していく。死体に触れたカルフーンへ、厚生大臣の声が無線機から響く。「今後ランクに立ち入ることを禁じる」。なかば強制的にエスクリプス20は、グリッドによって宇宙空間へ持ち上げられた。
本部へ引き上げるための超光速航行に入ったエスクリプス20の船内で、死んだ男がどこから来たのかが気になったカルフーンは、ランクを中心とした星図を見て、人間が居住できる惑星を探した。数光年離れて一つあった。惑星「デリー」と登録してあるが、ここへ着陸して帰還した宇宙船の記録はなかった。やがてカルフーンは、高熱が出て目のかすみを感じた。それは一旦収まったがまた起こった。ランクを離れて10時間も経っていないのに、あの球状変種細菌に感染したようだ。すぐにマーガトロイドのずば抜けた抗体産生能力に頼ろうとしたが、病原菌を注射しても体調に変化はなく抗体も作られない。ランクの厚生大臣がエスクリプス20を宇宙空間へ戻したのも、近いうちにカルフーンの死ぬことが分かっていて、医療局本部へ伝染病情報が伝わらないのが確実だからだ。ここでカルフーンが死んだら、世話ができずマーガトロイドを殺してしまう。彼はデリーに向かい、そこでマーガトロイドを自然に帰そうと考えた。デリーへの超光速航行の途中で、医療船は突然通常空間に飛び出した。近くに見慣れぬ宇宙船がいる。お互いに超空間で接近したため、安全装置が働いて通常空間に出たのだ。だがその宇宙船は、様々な船の部品を継ぎはぎしたような構造だった。ろくな星図データも無いようなので、カルフーンは近くの4つの恒星系の座標を教え、その宇宙船と別れた。デリーに近づきカルフーンの意識が遠のくなか、非常用ロケットで何とか着陸したエスクリプス20。エアロックを開けると、大気に異臭がしたが呼吸は可能だ。カルフーンはマーガトロイドを船外へ押し出し、そして倒れた。
カルフーンが意識を取り戻すと、エスクリプス20のベッドに寝かされていて、そばには人間の女性が立っている。彼女は、ここはデリーだから病気のことは心配しないでいいと話す。ロブと名乗る男は、エスクリプス20を破壊して飛べないようにすると言う。ロブは、カルフーンが感染した病気はデリーでは発病が抑えられるが、その患者が他の惑星へ行くと爆発的に病気を広げるので、この惑星から誰も出さないとも言う。しかし他の惑星から来た者は受け入れるので、現在デリーには2千人ほどの人間が住んでいるらしい。カルフーンには、ここから帰還した宇宙船が一隻も無い理由が分かった。マーガトロイドも元気だし、カルフーンの症状も次第に治まってきた。ロブの話では最近、修理したおんぼろ宇宙船でランクへ向かった者たちがいて、一人の男が戻らなかったらしい。それはカルフーンが検死した男に違いないし、超光速航行のときに出会った継ぎはぎ宇宙船は、ランクへ行った船のはずだ。
やがて、デリーから脱出したいと望む者たちが、エスクリプス20の周りに集まって騒ぎ始めた。しかし医療船に乗せて、この惑星から出すわけにはいかない。カルフーンは病原菌の培養と分析を続けて、デリーの大気中には、球状変種細菌の活動を抑える物質が含まれていることを突き止めた。それはメタン誘導体で異臭があり、この惑星ではあの病気が発病しない要因であった。カルフーンはデリーを封鎖するため、エスクリプス20以外の宇宙船を破壊することに決めた。彼は、超空間で接近した例の継ぎはぎ宇宙船を呼び出して、近くに来るよう説得した。その宇宙船が来たところで、エスクリプス20は非常用ロケットで発進し、ロケット噴射で船体に穴を開けて使用不能にした。カルフーンは、医療局から病院船を呼んできて、デリーから球状変種細菌を根絶することをロブたちに約束した。そしてエスクリプス20の空気タンクは、メタン誘導体が含まれるデリーの大気で満たされた。本部へ向かう医療船の中で、いまカルフーンは安心して眠りにつくのであった。

## 書誌情報
『惑星封鎖命令!』 山田忠訳 ハヤカワ文庫SF SF618 1985年6月 ISBN 4-15-010618-5